# 暗黑羊舌鮃
暗黑羊舌鮃為輻鰭魚綱鰈形目鰈亞目鮃科的其中一種，為深海魚類，分布於中西太平洋Chesterfield深海平原，棲息深度約300公尺，體長可達21公分，棲息在底層水域，生活習性不明。

## 扩展阅读
維基物種上的相關：暗黑羊舌鮃